# La Parisienne (fresco)
La Parisienne también conocida como la Dama Minoica, es un fragmento de un fresco más amplio cuyo tema era un banquete ceremonial, el cual estaba probablemente pintado en la pared de una de las salas que tenía función de santuario en la parte noroeste del palacio de Cnosos, aunque también podría haber caído desde un piso superior. La parte posterior del vestido está atada con un nudo sagrado que parece indicar que se trata de una sacerdotisa o incluso una diosa.
La búsqueda arqueológica en las ruinas de los palacios, villas y cementerios minoicos ha traído a la luz multitud de objetos relacionados con el adorno personal. Edmond Pottier le dio el apodo porque se le pareció a una mujer contemporánea de París. Desde finales del siglo XIX la parisienne (en español, la parisiense o parisina) se convirtió en un arquetipo de la moda, aludiendo a la elegancia sencilla pero suavemente glamurosa que destilaban muchas damas de la capital francesa.
Parece que había zonas específicas para el ornato y cuidado corporal en los palacios de Cnosos, Zakros y Pilos. Estos objetos de belleza se utilizaron durante toda la Edad del Bronce en el Egeo. Las damas minoicas adornaban sus largos cabellos y cuidaban de mostrar labios rojos y rostros blancos. En el fresco de la Parisienne, el uso de kohl para perfilar los ojos y rojo para los labios es claramente perceptible.
Una de las obras más conocidas y famosas del arte minoico, data de finales del minoico reciente, ca. 1450-1350/1300 a. C., y se conserva en el Museo Arqueológico de Heraclión.

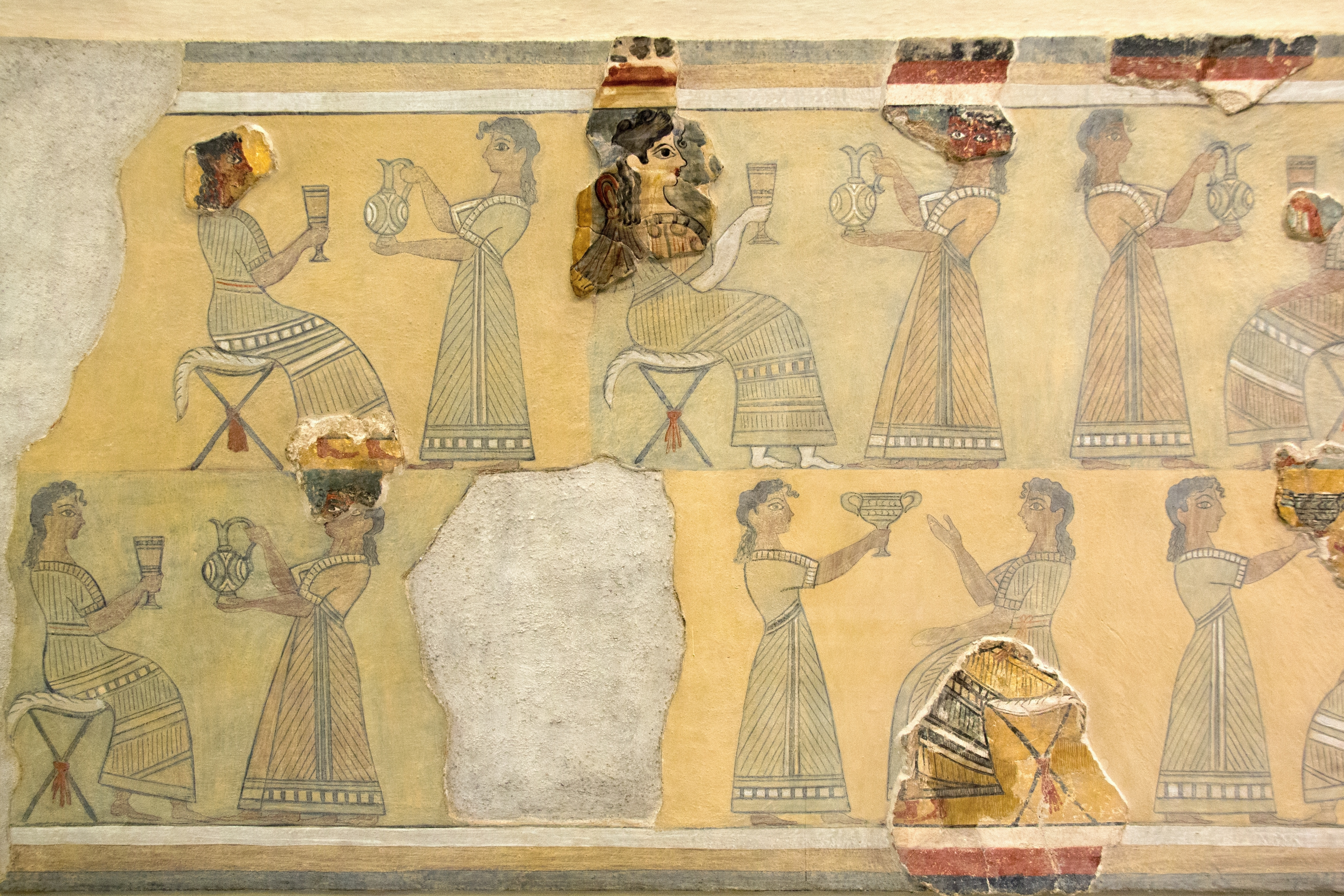
Reconstrucción del fresco al que pertenecía «La parisienne». Las partes antiguas se distinguen de las reconstruidas por unos colores más oscuros.